# 스쿱헤드귀상어
스쿱헤드귀상어(학명: Sphyrna media)는 흉상어목 귀상어과에 속하는 물고기이다. 몸길이는 1.5m로 상어에서는 작은 편인 상어에 속한다. 영어권에서는 스쿱헤드 샤크(Scoophead Shark)라는 이름으로 불린다. 스쿱헤드귀상어는 다른 귀상어류에 비해 적당히 확장된 머리의 모양을 가지고 있는 특징이 있다. 머리 전방의 약한 마진과 내측을 가지고 있으며 측면 들여쓰기 및 전지 홈이 없는 아치형의 몸을 가진 것이 특징이다.
이런 점은 홍살보닛헤드귀상어와 공유가 되는 특징이며 그것은 짧은 주부, 광범위한 아치형의 입, 깊이가 오목한 항문지느러미로 홍살보닛헤드귀상어와 구분이 가능하다. 등지느러미는 2개이며 제1등지느러미는 적당한 뾰족한 팔샤테의 모습을 가지며 제2등지느러미는 항문지느러미와 동일한 크기를 가진다. 골반지느러미는 팔샤테가 아니며 직선에서 적당히 오목한 후백의 여백이 있다. 몸의 옆줄을 기점으로 몸의 등쪽은 회색과 갈색이 섞여 있으며 배쪽은 흰색을 띈다. 양턱에는 각각 18~26개의 이빨이 존재하며 위턱의 이빨이 아래턱의 이빨보다 더 날카롭고 뾰족하다. 먹이로는 멸치, 청어, 꽁치, 가자미와 같은 어류들과 오징어와 같은 두족류 및 갑각류를 섭이하는 육식성물고기이다.
스쿱헤드귀상어의 주요한 서식지는 동부 태평양과 서부 대서양이며 동부 대서양에서눈 멕시코에서 페루의 북부까지 서식하고 서부 대서양에서는 파나마에서 브라질 남부까지 서식한다. 수심 10~90m의 대륙붕으로 이뤄진 연안에서 주로 서식하는 표해수대의 어류이다. 산란기는 9월~11월의 가을로 수컷의 수정을 받은 암컷은 약 10개월의 임신기간을 거쳐 이듬해의 여름에 6~26마리의 유어를 출산한다. 수컷은 90cm까지 성장했을 때에 성적으로 성숙해지며 암컷은 1m~1.33m까지 성장했을 때에 성적으로 성숙해진다. 스쿱헤드귀상어는 국제 자연 보전 연맹(IUDC)에서 정한 위급의 멸종위기종으로 국제적으로 개체수의 보호를 받는 어종이다.

## 같이 보기
- 흉상어목
- 귀상어과